# Munitionszuführung
Munitionszuführung ist die Art, wie einer Schusswaffe die Munition zugeführt wird. Grundsätzlich wird zwischen einer manuellen, halbautomatischen und einer vollautomatischen Munitionszuführung unterschieden. Die Steigerung der Schussfrequenz ist die Motivation um den Ladevorgang zu automatisieren. Bei Feuerwaffen war eine Automatisierung des Ladevorgangs erst mit der Entwicklung der Patrone ab Mitte des 19. Jahrhunderts möglich.

## Varianten
In der Regel bietet eine Schusswaffe nur eine Möglichkeit der Munitionszuführung. Ausnahmen sind z. B. das FN Minimi, IWI Negev, Stoner 63, vz. 52, HK21 und Maschinengewehr des Standschützen Hellriegel. Ladeautomaten für Geschütze bieten in der Regel auch einen manuellen Modus, falls die Automatik ausfallen sollte.
Die Munitionszuführung kann sich externer Energiequellen bedienen. Bei Ladeautomaten und ungegurteter Munitionszuführung ist das sehr oft der Fall.
- Manuelles Laden: Das manuelle Laden einer Einzelladerwaffe ist die frühste und technisch einfachste Art eine Waffe zu laden. Vom Bogen über die Armbrust und die frühen Feuerwaffen war diese Art bis ins 19. Jahrhundert vorherrschend. Auch mit moderner patronierter Munition ist die manuelle Munitionszuführung bei Jagdwaffen, vor allem bei Kipplaufwaffen, noch heute üblich. Auch heutige Geschütze funktionieren vielfach nach diesem Prinzip.
- Magazinschacht: Bei diesem Prinzip fällt die Munition aus einem Magazinschacht durch Eigengewicht oder durch zusätzliche Beschwerung in die Abschussvorrichtung. Bereits im 3. Jh. v. Chr. wurde das Prinzip bei der Repetierarmbrust verwendet. Ende des 19. Jahrhunderts übernahmen die Vorläufer der Maschinengewehre (Gatling Gun oder Nordenfelt-Mitrailleuse) diese technische Lösung, wie auch einige Schnellfeuergeschütze z. b. 40-mm-Bofors-Geschütz.
- Magazin mit Feder: Das vorherrschende Prinzip für Handfeuerwaffen ist die Federkraft, welche die Munition aus einem Magazin herausdrückt. Als Vorteil gegenüber dem Magazinschacht sorgt die gespannte Feder für den nötigen Antrieb, egal wie die Waffe gehalten wird. Das Henry-Gewehr verwendete 1862 dieses Prinzip. Bei den Magazinen handelt es sich entweder um mit der Waffe fest verbundene Magazine, wie das Röhrenmagazin unterhalb des Laufes, oder um abnehmbare Magazine in verschiedenen Formen wie Teller- oder Stangenmagazine.
- Gurtzuführung: Die Zuführung über einen Munitionsgurt in dem 1885 entwickelten Maxim-Maschinengewehr revolutionierte die damalige Waffentechnik und ist bis heute bei Maschinengewehren und -kanonen vorherrschend. Eine Mechanik zieht den Munitionsgurt nach jedem Schuss um ein Glied weiter. Bei leichten Maschinengewehren wird der Munitionsgurt oft in einem Gurtkasten an der Waffe geführt. Doppelgurtzuführer für Maschinenkanonen machen es möglich, schnell zwischen zwei verschiedenen Munitionssorten, z. B. panzerbrechend und explosiv, umzuschalten. Um zu verhindern, dass der Munitionsgurt festhängt oder sich zu stark verwindet, wird er manchmal durch einen Gurtkanal (feed chute) zur Waffe geführt.
- Laderahmen: Solange Hiram Maxim die Patentrechte an der Gurtzuführung mit flexiblem Gliedern hielt, behalfen sich andere Waffenhersteller, z. B. beim Hotchkiss M1909, mit festen Laderahmen. Diese Metallrahmen, welche etwa 30 Patronen aufnahmen, wurden analog zu den flexiblen Gurten auf einer Seite eingezogen und auf der anderen Seite leer ausgegeben. Wegen Nachteilen gegenüber der Gurtzuführung wurde das System aufgegeben.[1]
- ungegurtet (linkless): Um sehr hohe Schussfrequenzen erreichen zu können, verfügen einige moderne Maschinenkanonen, z. B. die GAU-8/A Avenger, über eine ungegurtete Zuführung. Die Patronen werden hierbei mit speziellen Förderanlagen, z. B. Schneckenförderer, zugeführt.[2]
- Autolader bzw. Ladeautomat: Hilfseinrichtungen wie Munitionsaufzüge waren die Voraussetzung, damit große Festungs- und Schiffsgeschütze mit den bis zu einer Tonne schweren Geschossen überhaupt beladen werden konnten. Vollautomatische Ladevorrichtungen sind aber erst bei modernen Schiffsgeschützen, z. B. dem Mark-45-Leichtgewichtsgeschütz, vorhanden. Der T-64 war Ende der 1960er der erste Kampfpanzer mit einem Ladeautomaten für die Hauptbewaffnung. In den 1970er Jahren folgten auch Selbstfahrgeschütze z. B. DANA mit Ladeautomaten.

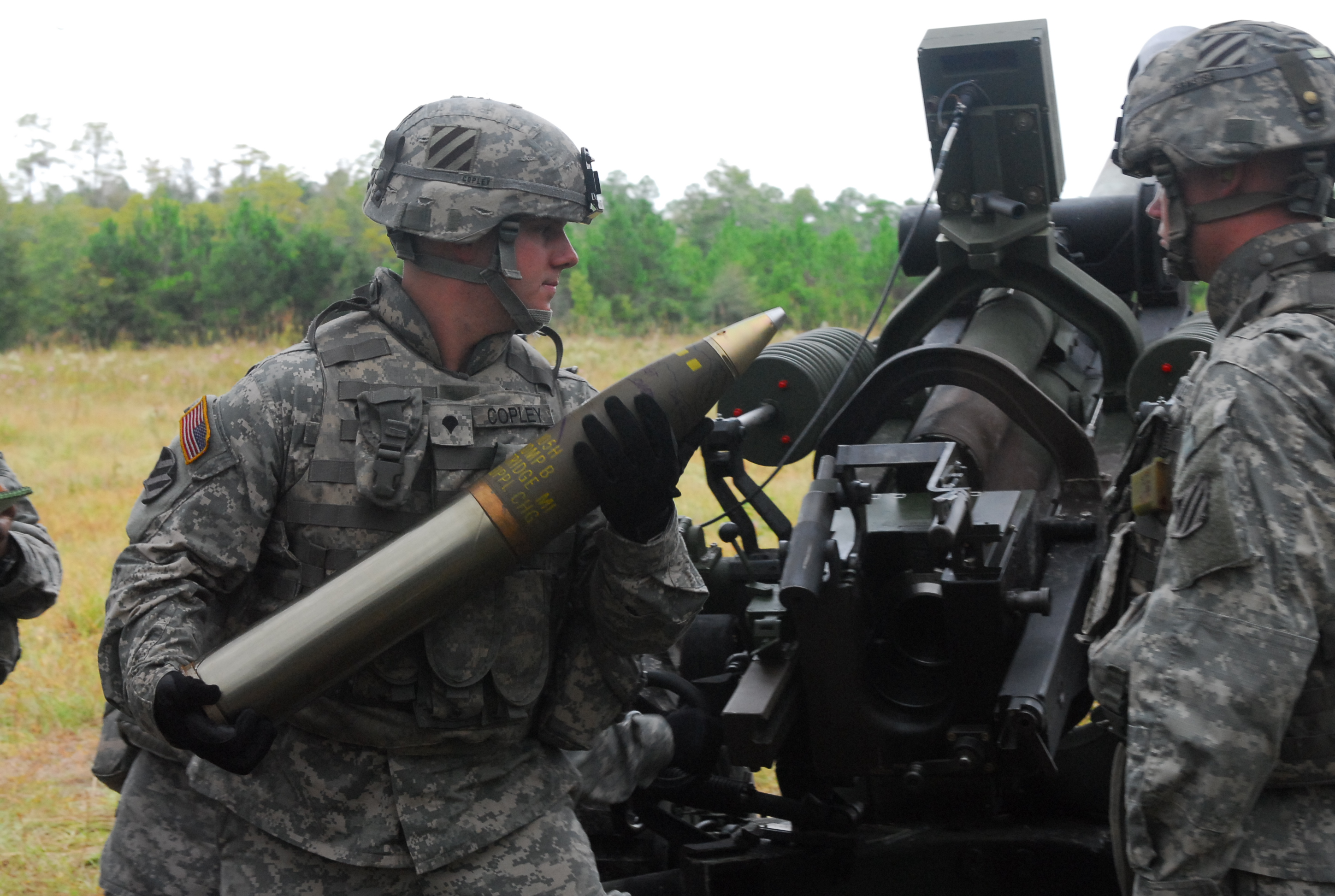
Manuelles Laden eines Geschützes
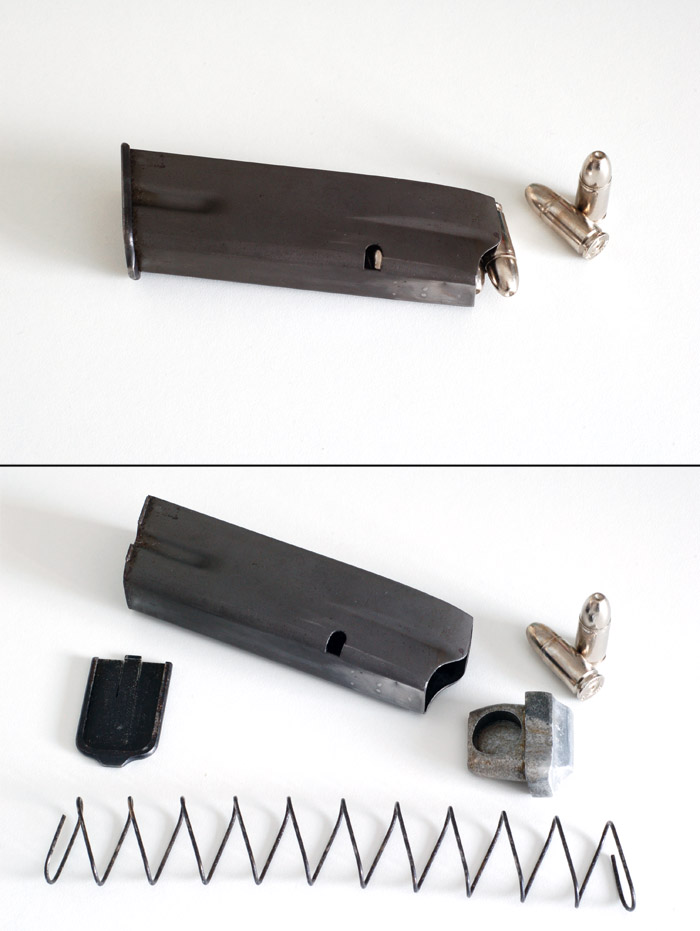
Stangenmagazin einer Pistole
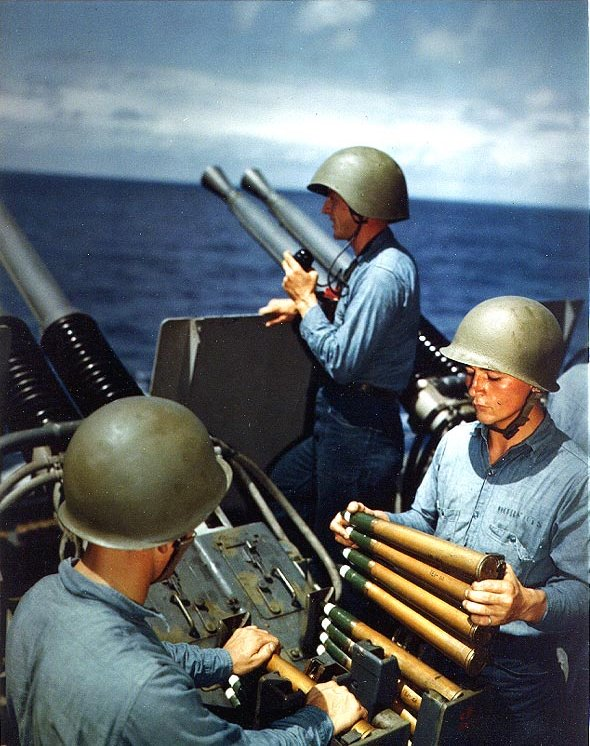
Magazinschacht
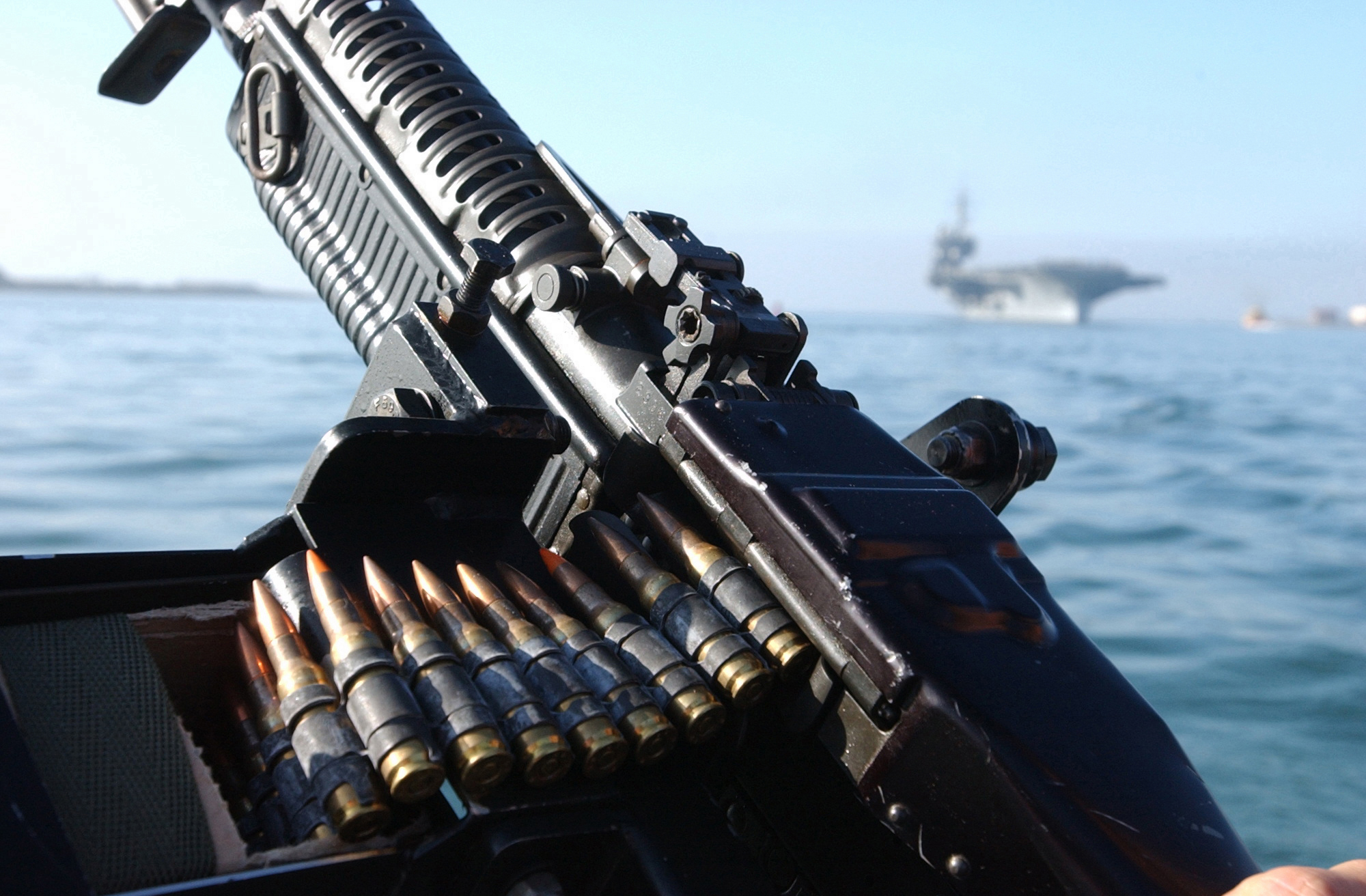
Munitionsgurt
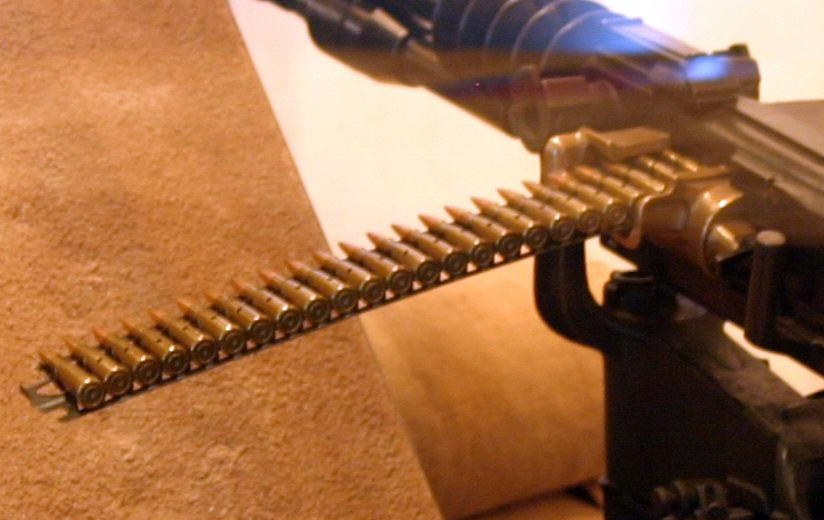
Laderahmen
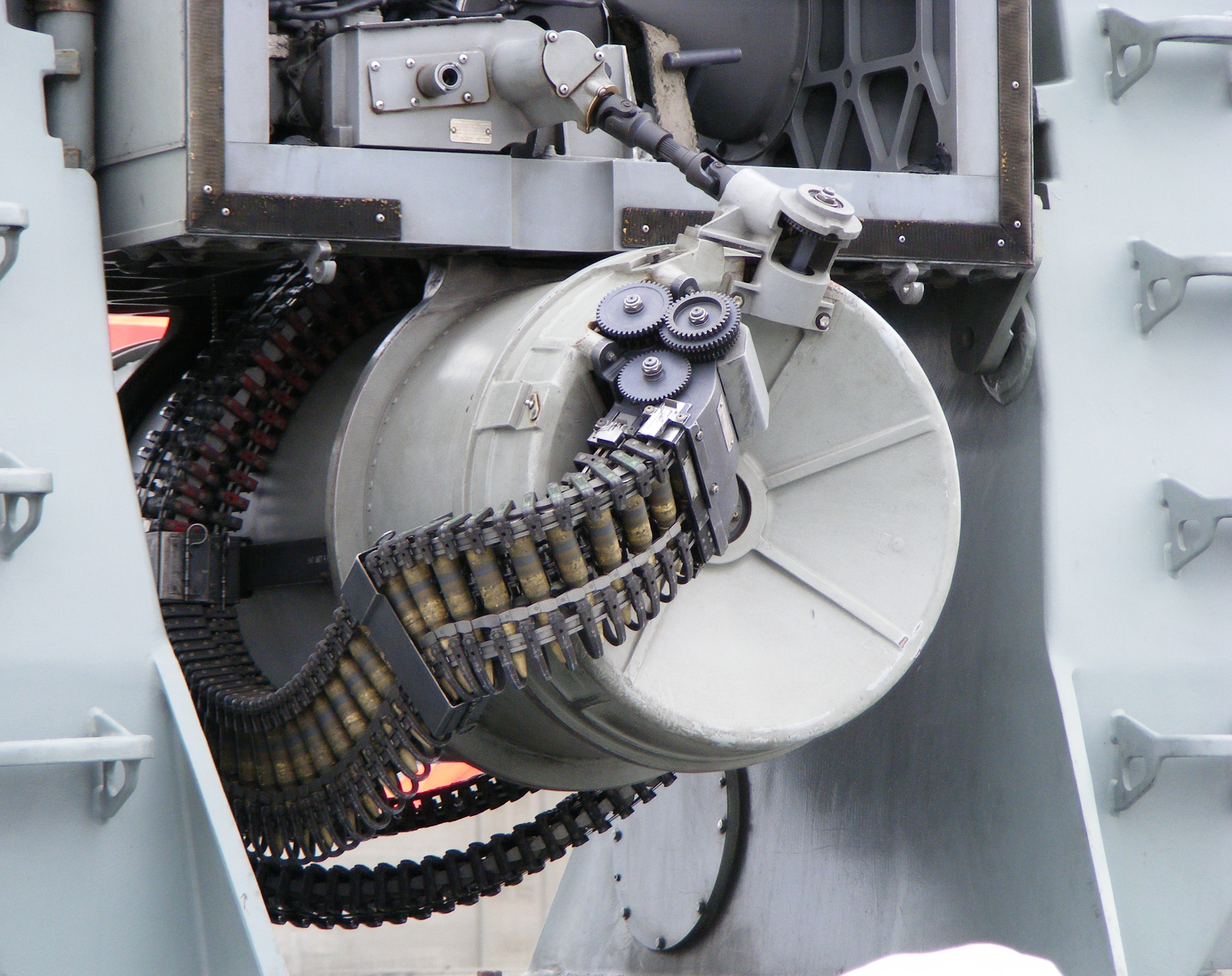
Ungegurtete Zuführung über ein Förderkanal
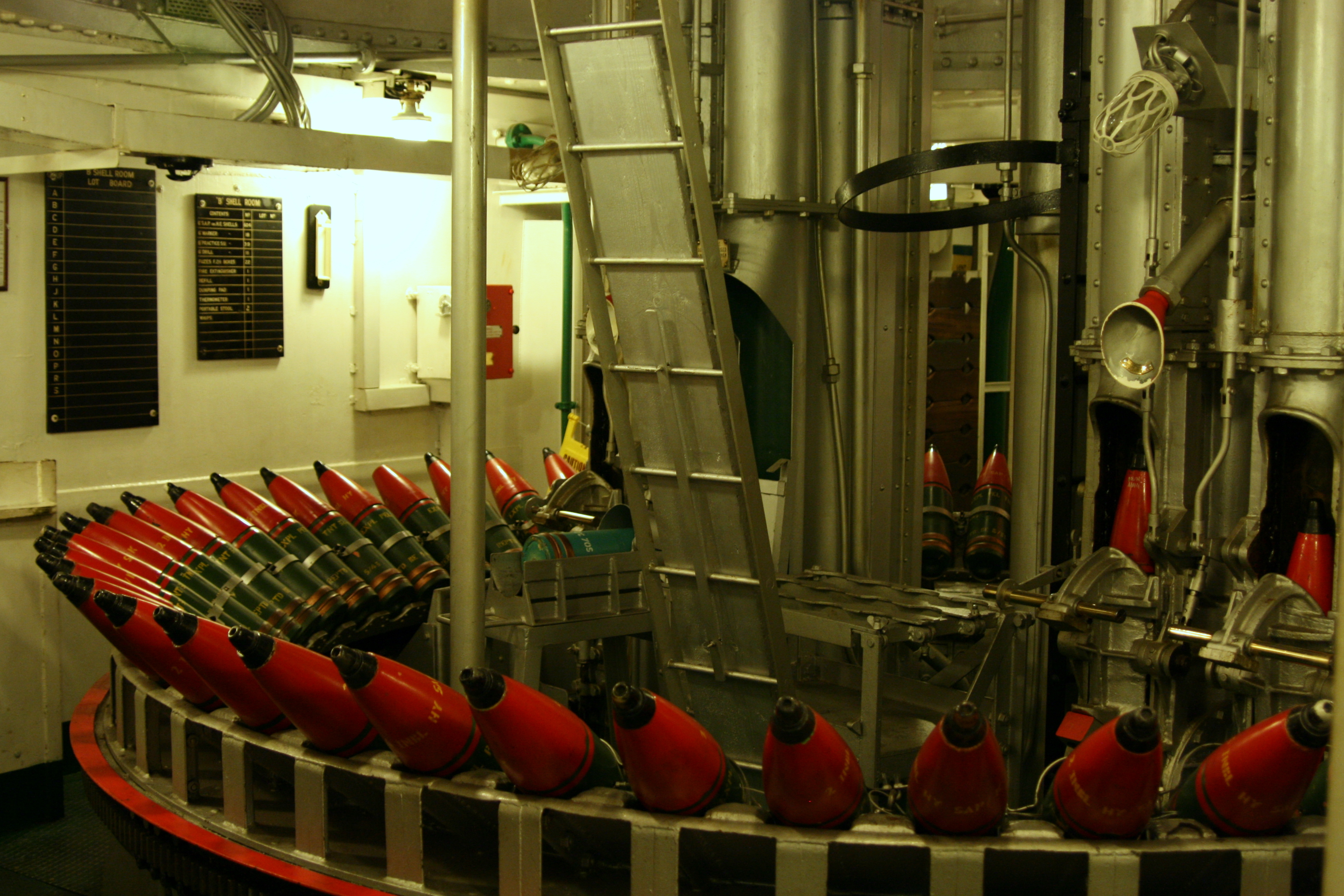
Maschinenunterstütze Granatzuführung eines Schiffsgeschützes
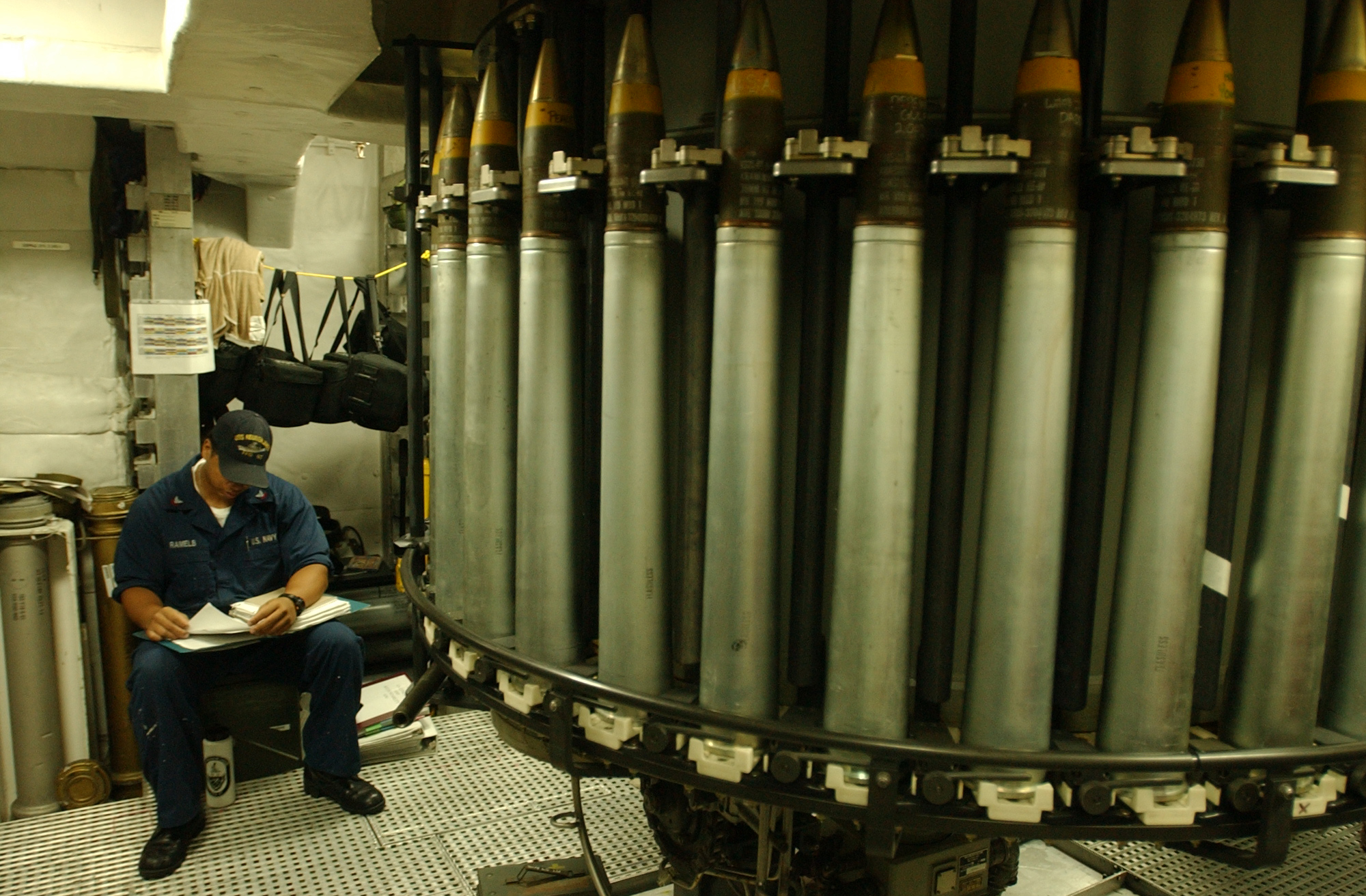
Vollautomatische Munitionszuführung eines Schiffsgeschützes